# Churchill, Ohio
Churchill är en ort i Trumbull County i delstaten Ohio, USA.